# Operky
Operky (2016) jsou hudebním albem, které obsahuje čtyři skladby Zdeňka Svěráka, jenž napsal text, a hudebního skladatele Jaroslava Uhlíře. Námětem těchto skladeb jsou čtyři pohádky. Album vyšlo jak na kompaktním disku (CD), tak také na DVD a to u příležitosti Svěrákových osmdesátých narozenin, které připadly na 28. března 2016. Budulínek a Karkulka pochází z alba …zažít nudu – vadí! z roku 2005, Růženka a Měsíčci z alba Takovej ten s takovou tou z roku 2009. Kromě Budulínka byly tyto operky základem pro filmovou pohádku Tři bratři.

## Seznam skladeb
Album obsahuje tyto skladby:
| Pořadí         | Název                | Délka |
| -------------- | -------------------- | ----- |
| 1.             | O Budulínkovi        | 9:05  |
| 2.             | Červená Karkulka     | 10:59 |
| 3.             | O dvanácti měsíčkách | 20:08 |
| 4.             | Šípková Růženka      | 16:04 |
| Celková délka: | Celková délka:       | 56:16 |